# День расплаты 2
«День расплаты 2» (фр. Le Grand pardon II) — французский кинобоевик. Продолжение фильма «День искупления» (1982).

## Сюжет
Раймон Беттун, его сын Морис и племянник Ролан — мафиозный клан. Раймон после десяти лет тюремного заключения выходит из тюрьмы и присоединяется к сыну Морису в Майами, где семье предстоит вступить в соперничество с американской мафией.

## В ролях
- Роже Анен — Раймон Беттун
- Ришар Берри — Морис Беттун
- Жерар Дармон — Ролан Беттун
- Кристофер Уокен — Паско Мейснер
- Джилл Клейбур — Салли Уайт
- Дженнифер Билз — Джойс Ферранти
- Александр Ажа — Александр Атлан
- Амиду — Си Али
- Жан Бенгиги — Альберт Зекри
- Анна Бергер — Кларетта

## Интересные факты
- Съёмки фильма проходили в Майами.
- Роже Анен, Ришар Берри, Жерар Дармон и Жан Бенгиги также играли в первом фильме.